# 277883 Basu
277883 Basu este un asteroid din centura principală de asteroizi.

## Descriere
277883 Basu este un asteroid din centura principală de asteroizi. A fost descoperit pe 1 mai 2006 la Mauna Kea de Paul Wiegert. Asteroidul prezintă o orbită caracterizată de o semiaxă mare de 2,90 ua, o excentricitate de 0,11 și o înclinație de 6,8° în raport cu ecliptica.